# DR-Baureihe 87
Die Baureihe 87 war eine Einheits-Güterzugtenderlokomotive der Deutschen Reichsbahn. Die Dampflokomotive wurde speziell für den Einsatz im Hamburger Hafen durch die Firma Orenstein & Koppel entwickelt. Dort gab es minimale Kurvenradien von 100 Metern und hohe Zuglasten zu bewegen. Die Achslast durfte maximal 17,5 t betragen. Aus den Anforderungen ergab sich die Anzahl von fünf Achsen. Um den Laufwerksverschleiß in vertretbaren Grenzen zu halten, wurden nur die mittleren drei Radsätze durch Kuppelstangen verbunden, während die Endachsen der Bauart Luttermöller über Zahnräder angetrieben wurden.
Nach Schäden an den Luttermöller-Antrieben wurden einige Fahrzeuge auch als 1D, D1 oder 1C1 eingesetzt.
Ab 1951 wurden die Lokomotiven der Baureihe 87 durch Fahrzeuge der Baureihe 82 abgelöst.

## Entwicklung und Bau
Die Baureihe wurde nach den Vorschlägen des Vereinheitlichungsbüros der Reichsbahn gemäß den Vorgaben für eine fünffach gekuppelte Einheitslok entwickelt. Die davon abweichenden zahnradgekuppelten Endachsen hatten sich bereits bei den Schmalspurloks T 39 und T 40 bewährt. Die Firma Orenstein & Koppel baute die Vorauslok, mit der auch die ersten Versuchsfahrten durchgeführt wurden. Da das Hafengelände erheblich tiefer als das Reichsbahngelände lag, mussten verhältnismäßig hohe Wagenzugmassen bewältigt werden. Bei den Versuchsfahrten zeigte sich, dass die Lok in der Ebene problemlos eine Zugmasse von 1510 Tonnen mit 45 km/h und 2250 Tonnen mit 35 km/h befördern konnte. Selbst auf 10 ‰ Steigungen konnte sie noch 1120 Tonnen mit einer Geschwindigkeit von 15 km/h bewältigen.

## Einsatz und Ausmusterung
Noch 1927 wurden die ersten acht Loks der Baureihe an die Reichsbahn abgeliefert und erhielten die Betriebsnummern 87 001 bis 87 008. 1928 folgten dann die Loks 87 009 bis 87 016. Alle 16 Maschinen wurden dem Bahnbetriebswerk Hamburg-Wilhelmsburg zugewiesen, wo die meisten bis zu ihrer Ausmusterung verblieben. Lediglich 87 001 gehörte kurze Zeit zum Bahnbetriebswerk Harburg und die 87 008 zum Bahnbetriebswerk Essen.
Nach dem Zweiten Weltkrieg wurden alle von der Deutschen Bundesbahn übernommen und weiterhin im Hafenrangierdienst eingesetzt. Wegen der kostspieligen Unterhaltung der Luttermöller-Endachsen-Antriebe kam es zur Ablösung durch die Baureihe 82. Am 9. November 1953 erfolgte die Ausmusterung von zwölf Loks. Am 17. März 1954 wurde 87 001 aus dem Dienst genommen, am 18. März 1955 dann 87 002 und 87 015. Die 87 004 wurde erst 1961 im Ausbesserungswerk Mülheim-Speldorf zerlegt.